# Decarthron exiguum
Decarthron exiguum är en skalbaggsart som beskrevs av Notman 1920. Decarthron exiguum ingår i släktet Decarthron och familjen kortvingar. Inga underarter finns listade i Catalogue of Life.